# Rosenaustadion
O Rosenaustadion é um estádio de futebol e atletismo da cidade de Augsburgo, na Alemanha.
O estádio, que atualmente tem capacidade para 28.000 espectadores, aberto em 16 de Setembro de 1951. Antes do Estádio Olímpico de Munique, recebia as principais competições de atletismo do país. Abrigou cinco jogos de futebol dos Jogos Olímpicos de Verão de 1972.
Foi a casa do time de futebol do FC Augsburg até a construção do estádio SGL Arena, inaugurado em 2009.
O recorde de público num jogo do FC Augsburg, foi em 1973, contra o 1. FC Nuernberg, quando 42.000 torcedores assistiram a partida. O recorde em partidas internacionais é de um amistoso em 9 de Novembro de 1952 entre Alemanha Ocidental e Suíça, quando 65.000 torcedores